# Program Chang’e
Projekt Chang’e – ogłoszony w 2003 roku chiński program bezzałogowych i załogowych badań Księżyca. Przewiduje on realizację trzech etapów do 2020 r.:
1. Umieszczenie na orbicie Księżyca orbiterów Chang’e 1 i Chang’e 2, wystrzelonych w latach 2007 i 2010 z kosmodromu Xichang. Miały one za zadanie sporządzenie trójwymiarowej mapy powierzchni Srebrnego Globu, zbadanie rozkładu i ilości pierwiastków w gruncie księżycowym, zmierzenie gęstości powierzchni Księżyca oraz monitorowanie środowiska w otoczeniu Księżyca.
2. Umieszczenie na powierzchni Księżyca za pomocą sond Chang’e 3 i Chang’e 4 łazików przeznaczonych do badań powierzchni skał i gruntu księżycowego.
3. Umieszczenie na powierzchni Księżyca za pomocą sond Chang’e 5 i Chang’e 6 lądowników ze statkami powrotnymi, które dostarczą próbki gleby księżycowej.

Nazwa projektu podchodzi od imienia chińskiej bogini Księżyca, Chang’e.
Do wynoszenia tych sond wykorzystywane są rakiety rodziny Chang Zheng 3, natomiast ostatni etap będzie wymagał nowej, silniejszej rakiety nośnej Chang Zheng 5, która ma być gotowa w 2015 r.

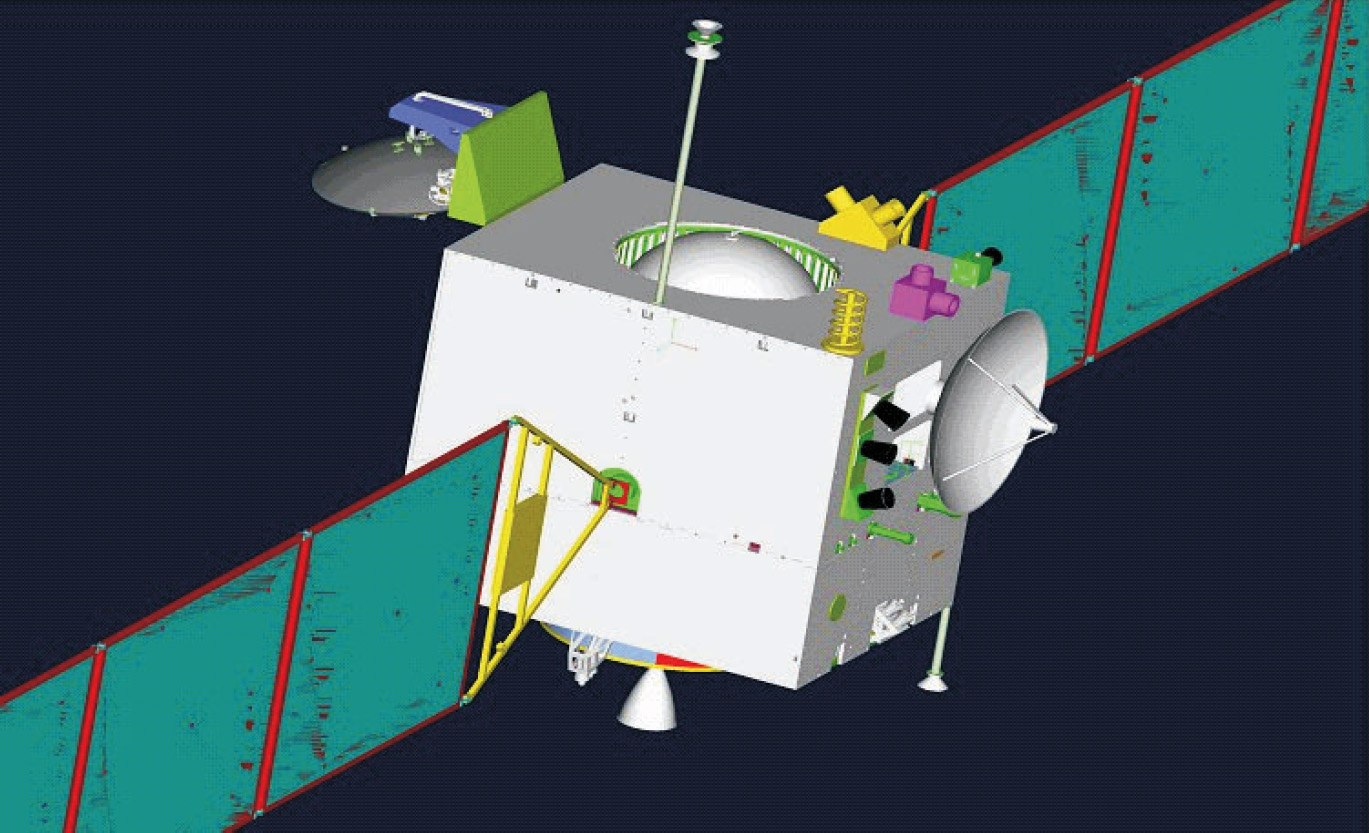
Sonda Chang’e 1

## Misje
- Chang’e 1 – październik 2007 – orbiter
- Chang’e 2 – październik 2010 – orbiter
- Chang’e 3 – grudzień 2013 – lądownik z łazikiem
- Chang’e 5-T1 – październik 2014 – test aparatu powrotnego sondy Chang’e-5 po wykonaniu oblotu Księżyca
- Chang’e 4 – styczeń 2019 – lądownik z łazikiem
- Chang’e 5 – grudzień 2020 – lądownik z powrotnikiem
- Chang’e 6 – czerwiec 2024 – lądownik z powrotnikiem
- Chang’e 7 – 2027